# Gramatica limbii romani

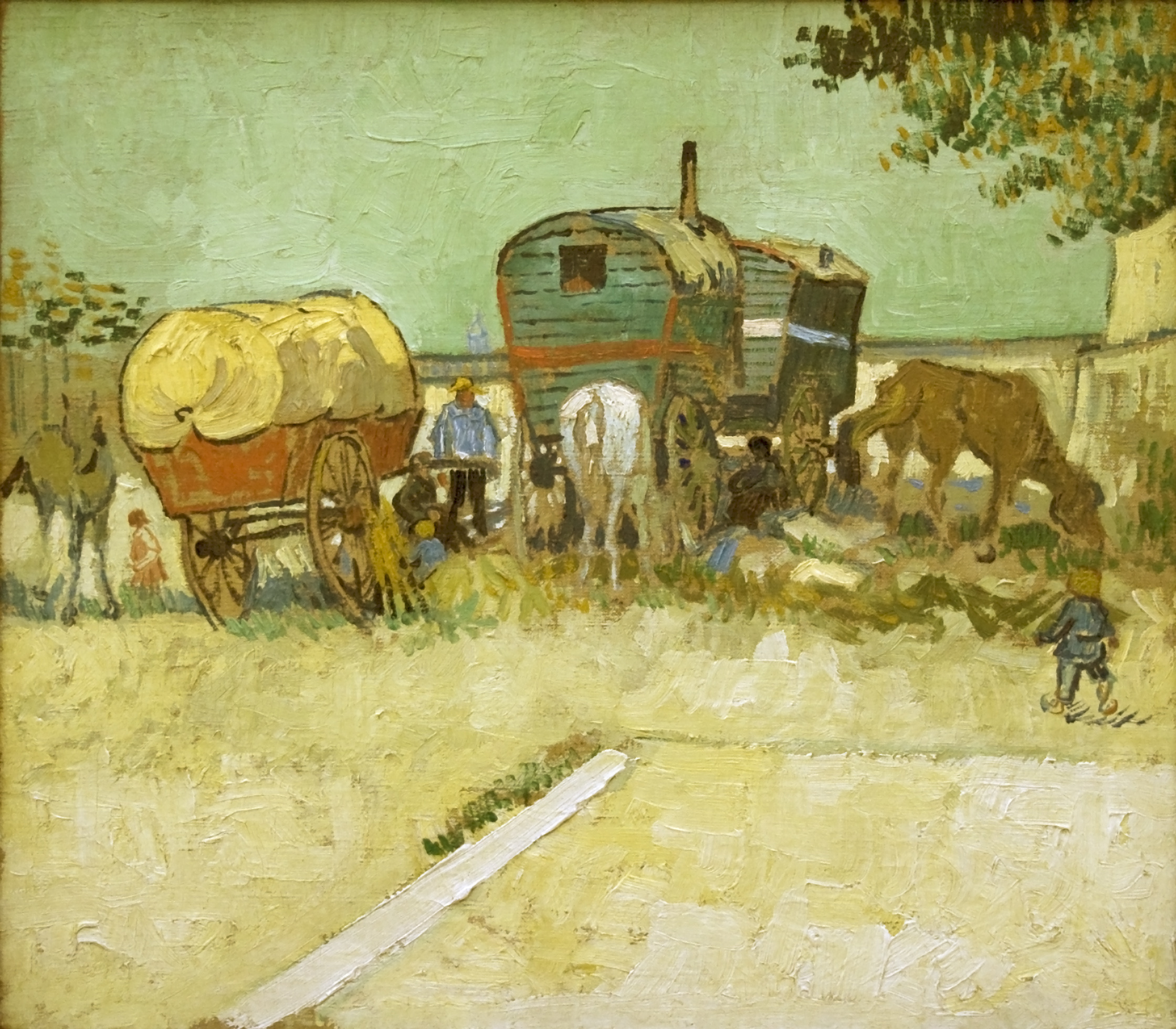

Limba romani (sau țigănească, rromă) este o limbă din familia indo-europeană, aparținând grupului de limbi indo-ariene.
Limba rromă, de-a lungul dezvoltării sale, întâmpinat multe modificări, astfel ajungându-se la multitudinea de dialecte și varietăți pe care le știm astăzi. Modificările au avut loc cel mai mult în fondul lexical al limbii, fiind influențată de idiomurile cu care a intrat în contact, precum hindi, persană, georgiană, armeană, greacă, turcă, arabă, bulgară, macedoneană, sârbă, română, rusă și limbile din vestul Europei. Din punct de vedere lingvistic, limba romani se aseamănă cel mai mult cu punjaba, rajastana și domari (limbă vorbită în Orientul Mijlociu de către poporul dom).

### Pronunție și scriere
| Literă | Pronunție AFI (vezi: Alfabetul Fonetic Internațional) | Pronunție RO (plus varianta în grafie chirilică) | Tip de sunet      | Exemplu                            | Observații |
| ------ | ----------------------------------------------------- | ------------------------------------------------ | ----------------- | ---------------------------------- | --- |
| A a    | a                                                     | a (а), ca în Ana                                 | vocală            | ANGLAL=înainte                     | |
| Ǎ ǎ    | ja                                                    | ia (я), ca în iarnă                              | vocală iotizată   | ABǍV=nuntă                         | |
| Ä ä    | ə                                                     | ă (э), ca în casă                                | vocală            | PÄTRUNŹÈLO=pătrunjel               | numai în cuvinte de origine străină (fondul de termeni împrumutați din alte limbi de contact, precum româna sau bulgara) sau în substantive proprii (ex: Dinìkä pentru numele de familie românesc Dinică). |
| B b    | b                                                     | b (б), ca în bob                                 | consoană          | BALO=porc                          | |
| C c    | ts                                                    | ț (ц), ca în țap                                 | consoană          | CÒXA=fustă                         | această pronunție a grafemului /c/ se întâlnește și în alte limbi, cum ar fi albaneza sau ceha |
| Ć ć    | tʃ                                                    | c+e,i (ч), ca în ceas                            | consoană          | ĆAMĆÀLI=geană                      | |
| Ćh ćh  | tʃʰ                                                   | c din grupul c+e,i urmat de un h aproape mut     | consoană aspirată | ĆHIB=limbă                         | |
| D d    | d                                                     | d (д), ca în dar                                 | consoană          | DAND=dinte                         | |
| E e    | e                                                     | e (е), ca în elefant                             | vocală            | EFTA=șapte                         | |
| Ě ě    | je                                                    | ie (e,йe), ca în iepure                          | vocală iotizată   | ADĚS=astăzi/azi (cu varianta AGES) | |
| Ë ë    | ə                                                     | ă (э), ca în ăsta                                | vocală            | KHËR=cizmă                         | numai în cuvinte native, în anumite graiuri, în cadrul cărora vocala „e” se rostește „ă” |
| F f    | f                                                     | f (ф), ca în foc                                 | consoană          |                                    | |
| G g    | g                                                     | g (г), ca în gol                                 | consoană          | GAD=cămașă                         | |
| H h    | h                                                     | h (х), ca în horă                                | consoană          |                                    | |
| I i    | i                                                     | i (и), ca în ilic                                | vocală            | ILO=inimă                          | |
| Ǐ ǐ    | ji                                                    | ii (йи,ий), ca în pălării                        | vocală iotizată   | PATĬV=onoare                       | |
| Ï ï    | ɨ                                                     | î/â (ы), ca în înger                             | vocală            | XANCÏ=puțin                        | |
| J j    | j                                                     | i (й), ca în iar                                 | semivocală        | JAG=foc                            | |
| K k    | k                                                     | c (к), ca în cal                                 | consoană          | KIRAL=brânză                       | |
| Kh kh  | kʰ                                                    | c urmat de un h aproape mut                      | consoană aspirată | KHAM=soare                         | |
| L l    | l                                                     | l (л), ca în lac                                 | consoană          | LIL=carte                          | |
| M m    | m                                                     | m (м), ca în mamă                                | consoană          | MAĆHO=pește                        | |
| N n    | n                                                     | n (н), ca în nor                                 | consoană          | NAJ=unghie                         | |
| O o    | o                                                     | o (о), ca în odihnă                              | vocală            |                                    | |
| Ǒ ǒ    | jo                                                    | io (ё), ca în iod                                | vocală iotizată   |                                    | |
| P p    | p                                                     | p (п), ca în par                                 | consoană          | PANI=apă                           | |
| Ph ph  | pʰ                                                    | p urmat de un h aproape mut                      | consoană aspirată | PHUV=pământ                        | |
| R r    | r                                                     | r (р), ca în rac                                 | consoană          | RAT=sânge                          | |
| Rr rr  | ʀ/ʁ                                                   | r precum cel franțuzesc, ca în [fr.] Bonjour!    | consoană          | RROJ=lingură                       | |
| S s    | s                                                     | s (с), ca în sac                                 | consoană          | SAP=șarpe                          | |
| Ś ś    | ʃ                                                     | ș (ш), ca în șef                                 | consoană          | ŚAX=varză                          | |
| T t    | t                                                     | t (т), ca în tată                                | consoană          | TRIN=trei                          | |
| Th th  | tʰ                                                    | t urmat de un h aproape mut                      | consoană aspirată | THEM=țară                          | |
| U u    | u                                                     | u (у), ca în unu                                 | vocală            | UĆO=înalt                          | |
| Ǔ ǔ    | ju                                                    | iu (ю), ca în iubire                             | vocală iotizată   |                                    | |
| V v    | v/w                                                   | v (в), ca în vară                                | consoană          | VAXT=timp                          | |
| W w    | w                                                     | u (у), ca în uau                                 | semivocală        | AWGIN=miere                        | întâlnit atât în cuvintele autohtone în locul sunetului /v/, cât și în neologisme și împrumuturi din limbile de circulație internațională (de exemplu: WhatsApp)                                           |
| X x    | x/χ                                                   | h (х), ca în duh                                 | consoană          | XER=măgar                          | |
| Y y    | j                                                     | i (й), ca în iau                                 | semivocală        | YOUTUBE                            | utilizat în cuvinte de origine străină, în termeni internaționali și în denumiri preluate cu precădere din limba engleză                                                                                   |
| Z z    | z                                                     | z (з), ca în zar                                 | consoană          | ZEN=șa                             | |
| Ź ź    | ʒ                                                     | j (ж), ca în jar                                 | consoană          | ŹANEL=a ști                        | |
| Ӡ ӡ    | dʒ                                                    | g+e,i (ӂ), ca în geam                            | consoană          | ӠUKEL=câine                        | în unele graiuri, această literă și sunetul asociat ei sunt în întregime înlocuite de /ź/ (a se vedea rândul de mai sus)                                                                                   |

În varianta standard a scrierii limbii rromani există și trei grafeme (altfel spus, litere) care sunt utilizate în postpozițiile specifice cazurilor genitiv, dativ, locativ sau ablativ. Caracterele cu pricina sunt: Ç ç (se pronunță /s/ după vocală și /ts/ ca în țară, după consoana nazală /n/), Q q (se pronunță /k/ după vocală și /g/ după consoana nazală /n/) și Θ θ (literă preluată din greacă, teta se pronunță atât /t/ când urmează după o vocală, cât și /d/ atunci când se află după /n/). A se nota că literele anterior menționate nu sunt obligatorii pentru buna înțelegere a textului scris. Așadar, de pildă, rromenqe (a/al/ai/ale romilor) se poate scrie fie cu litera specială q, fie cu g, după cum se aude, rezultând astfel rromenge.
În limba rromă, accentul cade pe ultima silabă (adică pe ultima vocală) a cuvântului. Când există excepții de la această regulă, accentul este notat grafic (în scris) cu un accent grav, care nu modifică fonologic vorbind vocala deasupra căreia se află.  

### Substantivul(vezi:substantiv)
Substantivul în limba romani cunoaște două genuri (masculin și feminin), două tipuri/naturi și două numere. Declinarea acestora se realizează cu ajutorul cazurilor substantivale, în număr de 8 (spre deosebire de limba română, în care există numai 5 cazuri).
Genul substantivului poate fi determinat în majoritatea cazurilor după terminația pe care o are substantivul la numărul singular, cazul Nominativ.
Prin urmare, substantivele care se termină în:
1. a) consoană (ex: m, r, s etc.); majoritatea sunt substantive de gen masculin.
2. b) vocală (ex: a, e, i, o etc.); majoritatea sunt substantive de gen feminin, aproape în totalitate terminate în i sau a.
3. c) semivocală (ex: j, w, y); pot fi atât feminine, cât și masculine, neexistând o regulă anume.
4. d) terminație străină/sufix (ex: pen, lin, ari, ori etc.); genul depinde de folosirea sufixului și semnificația acestuia ca parte a substantivului.

Natura substantivului este de două feluri în limba țigănească: însuflețită și neînsuflețită (fiecare având declinări diferite în funcție de gen, număr de silabe sau sens).
1. Substantivele însuflețite (care exprimă „ceva viu”-o ființă, o persoană sau o creatură).
2. Substantivele neînsuflețite (care exprimă „ceva neviu”- un obiect, un concept, o stare, o idee, un fenomen sau un element).

Formarea diminutivelor
Regula de formare a diminutivelor în limba romani este adăugarea sufixului -oró la substantivele masculine și a sufixului -orí la substantivele feminine.
Numărul substantivului este ori singular, ori plural.
1. Numărul singular sg. (un singur obiect).
2. Numărul plural pl. (două sau mai multe obiecte).

Regulile de formare a pluralului sunt:
Dacă substantivul singular la cazul Nominativ se termină în:
1. consoană, atunci se adaugă terminația „a”, care este accentuată.
2. semivocală, atunci se adaugă terminația „a”, care este accentuată.
3. „a” sau „o” accentuate sau neaccentuate, atunci ele devin „e”, accentuat sau neaccentuat.
4. „i”, atunci la plural „i-ul” devine „ă”.
5. „mos” sau „pen”, atunci devin „mata”.
6. „l” sau „n” (doar cele de gen feminin), atunci se adaugă terminația „ă”.

Cazul substantivului este împărțit în 8 „categorii”; fiecare categorie a cazului substantival este realizată prin adăugarea sau schimbarea unei/unor terminații a/ale substantivelor.
1. Nominativ N (forma de dicționar a substantivului, care răspunde la întrebarea „cine/ce?”).
2. Acuzativ Ac (forma care răspunde la întrebarea „pe ce/cine/care?”).
3. Genitiv G  (forma care răspunde la întrebarea „al/a/ai/ale cui?”).
4. Dativ D (forma care răspunde la întrebarea „cui?”).
5. Locativ L (forma care răspunde la întrebarea „în/la cine/ce?”).
6. Instrumental I (forma care răspunde la întrebarea „cu ce/cine?”).
7. Ablativ Ab (forma care răspunde la întrebarea „din cauza a ce/cui?”, „de la cine/ce?”).
8. Vocativ V (forma exclamativă a substantivului, cea de strigare).

| Exemplu | Gen                  | Tip          | N-sg              | N-pl               | Ac-sg                      | Ac-pl                     | G-sg                                        | G-pl                                        | D-sg                     | D-pl                     | L-sg                            | L-pl                           | I-sg                        | I-pl                        | Ab-sg                            | Ab-pl                           | V-sg    | V-pl     |
| ------- | -------------------- | ------------ | ----------------- | ------------------ | -------------------------- | ------------------------- | ------------------------------------------- | ------------------------------------------- | ------------------------ | ------------------------ | ------------------------------- | ------------------------------ | --------------------------- | --------------------------- | -------------------------------- | ------------------------------- | ------- | -------- |
| 1.      | Masculin (Murśikano) | Însuflețit   | (o) phral „frate” | (e) phrala „frați” | (e) phrales „pe frate(le)” | (e) phralen „pe frați(i)” | (e) phralesqo/qi/qe „al/a/ai(ale) fratelui” | (e) phralenqo/qi/qe „al/a/ai(ale) fraților” | (e) phralesqe „fratelui” | (e) phralenqe „fraților” | (e) phralesθe „la/în frate(le)” | (e) phralenθe „la/în frați(i)” | (e) phraleça „cu frate(le)” | (e) phralença „cu frați(i)” | (e) phralesθar „de la frate(le)” | (e) phralenθar „de la frați(i)” | phral!a | phral!es |
| 2.      | Feminin (Ӡuvlikano)  | Însuflețit   | (i) ćhaj „fată”   | (e) ćhaja „fete”   | (e) ćhaja „pe fată/a”      | (e) ćhajan „pe fete(le)”  | (e) ćhajaqo/qi/qe „al/a/ai(ale) fetei”      | (e) ćhajanqo/qi/qe „al/a/ai(ale) fetelor”   | (e) ćhajaqe „fetei”      | (e) ćhajanqe „fetelor”   | (e) ćhajasθe „la/în fată/a”     | (e) ćhajanθe „la/în fete(le)”  | (e) ćhajaça „cu fată/a”     | (e) ćhajança „cu fete(le)”  | (e) ćhajasθar „de la fată/a”     | (e) ćhajanθar „de la fete(le)”  |         |          |
| 3.      | Masculin (Murśikano) | Neînsuflețit | (o) gono „sac”    | (e) gone „saci”    | (o) gono „pe sac(ul)”      | (e) gone „pe saci(i)”     | e gonesqo/qi/qe „al/a/ai(ale) sacului”      | e gonenqo/qi/qe „al/a/ai(ale) sacilor”      | e gonesqe „sacului”      | e gonenqe „sacilor”      | e gonesθe „la/în sac(ul)”       | e gonenθe „la/în saci(i)”      | e goneça „cu sac(ul)”       | e gonença „cu saci(i)”      | e gonesθar „de la sac(ul)”       | e gonenθar „de la saci(i)”      |         |          |
| 4.      | Feminin (Ӡuvlikano)  | Neînsuflețit | (i) phuv          | (e) phuvă          | (i) phuv                   | phuvă                     | phuvăqo/qi/qe                               | phuvănqo/qi/qe                              | phuvăqe                  | phuvănqe                 | phuvăsθe                        | phuvănθe                       | phuvăça                     | phuvănça                    | phuvăsθar                        | phuvănθar                       |         |          |

### Articolul(vezi:articol)
Articolul în limba romani este hotărât sau nehotărât.
El poate fi folosit la toate cazurile.
Articolul hotărât pentru substantive este:
- „O”-genul masculin, numărul singular
- „I”-genul feminin, numărul singular
- „E”-ambele genuri, numărul plural (cu mențiunea că poate fi folosit și la cazurile oblice indiferent de numărul substantivului)

Articolul de plural are mai multe forme, în funcție de dialect sau varietate: ÄL, OL, EL, LE, LA, ËL sau ÏL.